# Heavy metal-prickar

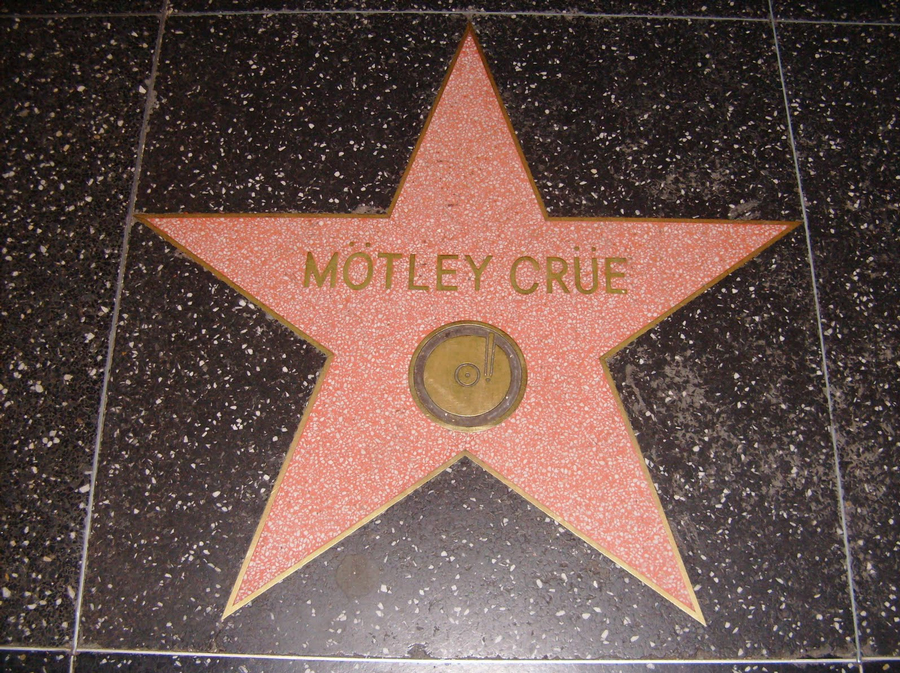
Rockgruppen Mötley Crüe har en stjärna på Hollywood Walk of Fame.

Heavy metal-prickar (engelska: metal umlauts, rock dots eller humoristiskt röck döts, mëtäl ümläüts) syftar på det diakritiska tecknet trema (på tyska och engelska umlaut) när det används som dekoration i namn på heavy metal-band. Bland grupper som använder sig av diakritiska tecken i bandnamnet märks Blue Öyster Cult, Mötley Crüe, Queensrÿche, Crashdïet och Motörhead. Även andra diakritiska tecken och experiment förekommer, såsom ø för o. Heavy metal-prickar har under åren parodierats i filmer som This Is Spın̈al Tap, där prickarna placerades över n:et.

## Historik
Bruket att skriva bandnamn med diakritiska tecken i frakturstil i heavy metal-sammanhang började med, beroende på källor, det amerikanska bandet Blue Öyster Cult , alternativt brittiska Black Sabbath, båda 1970. Bruket av sådana tecken används för att föra tankarna till germaner, vikingar och gotik, vilket traditionellt i hårdrockskretsar framkallar associationer till stereotypa egenskaper som djärvhet och styrka. På tyska ger dock inte prickar sådant intryck, eftersom prickar används för att ändra uttalet av bokstaven i fråga (t.ex. vid diminutiv, ord som betecknar mindre varianter av något, exempelvis Blümchen (liten blomma) av Blume (blomma)) vilket engelskspråkiga inte förstått. Heavy metal-prickar används vanligtvis inte för att förändra uttalet av bandnamnet utan har ett uteslutande dekorativt syfte. Det kan dock missförstås, såsom när publiken skanderade "mötli cry" på en Mötley Crüe-konsert i Tyskland. 
Ibland kan heavy metal-prickar få komiska resultat. Ett exempel på detta är det brittiska speed metal-bandet Tröjan.